# Тромбоз глибоких вен
Тромбо́з глибо́ких вен (англ. deep vein thrombosis) — формування згустку крові (тромбу) в глибоких венах. У 1865 році Рудольф Вірхов описав поєднання патологічних чинників, які є основним пусковим механізмом внутрішньосудинного утворення тромбів і відомих як тріада Вірхова. Вона охоплює зміну властивостей крові (стан гіперкоагуляції), травму стінки судини (пошкодження ендотелію) і уповільнення кровотоку (стаз). Подальший розвиток вчення про тромбоз показало, що компоненти «тріади Вірхова» аж ніяк не рівнозначні і значення кожного з перерахованих факторів є предметом дискусії.

## Передумови до розвитку венозного тромбозу

### Операція і травма
Висока поширеність і відсутність тенденції до зниження частоти венозного тромбозу пов'язані зі зростаючим числом оперативних втручань і розширенням їх обсягу, застосуванням загального знеболювання з використанням міорелаксантів, збільшенням серед оперованих осіб похилого віку з важкою супутньою патологією. Так, підраховано, що тільки на 1,2 млн операцій на органах черевної порожнини, зроблених у США протягом року у хворих у віці старше 40 років, розвивається 158 тис. випадків тромбозу глибоких вен нижніх кінцівок.

### Іммобілізація нижніх кінцівок
Венозний тромбоз зазвичай виникає в «голубиному гнізді» клапанів або у венозних синусах (мішечках) литкового і камбаловидного м'язів. Кінофлебографія ясно показала, що кровотік в цих структурах у здорових людей в стані спокою особливо слабкий, що ще більш виражено при іммобілізації і горизонтальному положенні (M. Verstraete et al, 1984). Ознаки тромбозу глибоких вен відзначені клінічно у 12 % хворих з параплегією. У перші три місяці після інсульту 3 % хворих з церебросудинними порушеннями помирають від тромбемболії легеневої артерії (ТЕЛА).
В Америці існує термін «телевізійний тромбофлебіт». Мова йде про літніх людей, що довгими годинами просиджують біля екрану телевізора в кріслах, причому ребро сидіння порушує у них венозний відтік. Тривале знаходження ніг в зігнутому положенні, наприклад, в автомобілі, може викликати перегин підколінної вени і утруднення відтоку крові.
Вивчаючи спровоковані тривалими перельотами на авіалайнерах тромбоемболічні ускладнення, пов'язані з тривалою компресією магістральних вен і утрудненням венозного кровотоку в кінцівках, Саймігтон і Стак (1977) вперше застосували термін «синдром економічного класу». У зв'язку з цим заслуговують на увагу дослідження В'їрхове і Бруйнінча (1984; 1988), які перед початком 5-ти годинного польоту добровольцям вводили фібриноген 125і. Після закінчення рейсу в 7 % спостережень виявлено накопичення міченого фібриногену «зростаючим» тромбом у внутрішньом'язових венах гомілки.
Підставки для ніг мають значення, попереджаючи тиск на стегна, ребра сидіння. Заборона круглих підв'язок, рухи ногами при тривалому постільному режимі, тепло до ніг, що прискорює місцевий кровотік, і, нарешті, своєчасне призначення кардіологічної терапії — все це заходи профілактики тромбозів, які іноді не приймаються до уваги.
До факторів ризику, що призводять до венозного тромбозу, відносять анестезію. Виявлено, що загальна анестезія із застосуванням м'язових релаксантів значно частіше супроводжується тромбозом глибоких вен нижніх кінцівок, ніж при використанні регіонарних методів анестезії (спінальна, епідуральна, провідникова). Вирішальну роль в цьому відіграють триваліша іммобілізація кінцівки та вимкнення м'язової помпи.

### Ожиріння
Дані літератури свідчать про збільшення ризику післяопераційного тромбозу при ожирінні. Причинами схильності хворих з ожирінням до венозних тромбоемболічних ускладнень вважають порушення фібринолітичної активності, зниження фізичної активності і триваліший термін іммобілізації в післяопераційному періоді.

### Вагітність і пологи
У промислових розвинених країнах ускладнення тромбозу глибоких вен нижніх кінцівок — емболія легеневої артерії — друга з основних причин материнської смертності. Частота летальних результатів цього генезу при ураженні малого кола кровообігу становить 1-3 на 100 000 пологів (MR Toglia, 1996). Ризик розвитку виявляють клінічно: ТЕЛА у вагітних жінок становить у середньому 0,1-0,2 % на 1000 пологів в антенатальному і 0,1-0,8 % на 1000 пологів — в постнатальному періодах. Тромбоз глибоких вен, як джерело емболії, розвивається переважно в третьому триместрі з частотою 1 на 200, або 5,9 / 1000 пологів (D. Bergqvist et al., 1983). Тому в післяпологовому періоді частота виникнення тромбоемболії в 3-6 разів вища, ніж до пологів. До факторів, що сприяють тромбоутворенню і збільшують ризик розвитку емболії у вагітних, відносять: операцію, ускладнені і повторні пологи, тривалий, більше 2-х діб постільний режим, прееклампсію, вік понад 35 років, наявність операцій і травм нижніх кінцівок і тазу в анамнезі, варикозне розширення вен і, особливо, посттромбофлебітну хворобу нижніх кінцівок.

### Вік
Зі збільшенням віку значно знижується мобільність пацієнта, збільшуються порушення кровотоку і венозний стаз, зменшуються еластичність і тонус судинної стінки за рахунок структурних змін, що посилює тромбогенну дилатацію вен. Прогресуючі з віком функціональні зміни в системі гемостазу обумовлюють розвиток «претромботичного» стану, що проявляється підвищенням активності згортання, зниженням фібринолізу. У жінок після менопаузи зростає схильність до варикозного розширення вен.

### Онкологічні захворювання
Вперше елементи патогенезу взаємозв'язку онкологічних захворювань і тромботичних ускладнень були представлені відомим паризьким лікарем Армандо Трузао в 1861 р. в його знаменитій лекції про поєднання phlegmasia alba dolens і пухлинної кахексії (A.Trousseau, 1865). Пізніше, на підставі розвитку тромбозу глибоких вен гомілки, сам лектор діагностував у себе дисемінований рак шлунка. З тих пір наявність у пацієнта поєднання пухлинної патології та тромбозу вен відомо в медицині під назвою «синдрому Труссо». Попередні маніфестації пухлини, поява тромботичних ускладнень визначається терміном — «тромботична маска».
В даний час сформувалося клінічне правило: необхідно обстежити пацієнтів з венозним тромбозом, особливо в літньому віці, з метою пошуку онкологічної патології. У цієї категорії хворих тромбоз може вражати вени різної локалізації, як поверхневі, так і глибокі. Іноді він резистентний до антикоагулянтної терапії. Частота тромбозу після хірургічних втручань з приводу злоякісних новоутворень в 2-3 рази вище, ніж після аналогічних операцій, але виконаних при інших захворюваннях. Таким чином, відбувається сумація ризиків, обумовлених онкологічною патологією і самою операцією.

### Нефротичний синдром
Наявність його супроводжується збільшенням частоти венозного тромбозу, звичайною локалізацією якого є ниркові вени. Основним механізмом цього ускладнення служить втрата антитромбіну III з сечею.

### Захворювання печінки
Печінка відіграє важливу роль в регуляції каскаду коагуляції шляхом видалення з крові та інактивацєю факторів згортання. Порушення функції печінки перешкоджають реалізації цього захисного механізму.

### Венозні тромбози в анамнезі
Наявність в анамнезі відомостей про епізод венозного тромбозу в 3-4 рази збільшує ризик повторного його розвитку після травми або операції. У таких хворих зростає небезпека ретромбозу після припинення антикоагулянтної терапії. В патогенезі рецидивуючого флеботромбозу грає роль дефіцит інгібіторів коагуляції (антитромбін III, протеїн С).

## Клінічні ознаки

### Клінічна семіотика
Клінічні прояви тромбозу глибоких вен складаються з комплексу симптомів, що характеризують раптово виниклі порушення венозного відтоку при збереженому притоці артеріальної крові кінцівки. Набряк, ціаноз кінцівки, розпираючий біль, локальне підвищення шкірної температури, переповнення підшкірних вен, біль по ходу судинного пучка характерні в тій чи іншій мірі для тромбозу будь-якої локалізації. Рухи в суглобах кінцівки і чутливість практично не змінюються. Загальні ознаки асептичного флебіту і перифлебітах, такі, як субфебрилітет, слабкість, адинамія, невеликий лейкоцитоз зустрічаються у більшої частини хворих. Клінічний діагноз в цілому і топічний діагноз зокрема ґрунтуються на аналізі симптомів, вираженість яких обумовлена розладами регіонарної гемодинаміки, що багато в чому залежить від локалізації ураження.

### Тромбоз глибоких вен гомілки
Оклюзія двох-трьох гомілкових вен, при збереженій прохідності інших не спричинює значних порушень венозного відтоку з кінцівки. Ось чому клінічне розпізнавання тромбозу цієї локалізації представляє найбільші труднощі. Саме при ураженні глибоких вен гомілки найбільш висока частка діагностичних помилок, при чому можлива як гіпо-, так і гіпердіагностика.
Клінічні прояви тромбозу глибоких вен гомілки вкрай мізерні. Захворювання зовсім не викликає у хворого, а часом і у лікаря, відчуття небезпеки. Часто єдиним симптомом тромбозу є помірні болі в литкових м'язах, що посилюються при ходьбі, рухах в гомілковостопному суглобі або просто у вертикальному положенні пацієнта.
Діагностика захворювання істотно полегшується, якщо у пацієнта є набряк дистальних відділів кінцівки. Набряк ніколи не буває значним і частіше локалізується в області кісточок.
При фізикальному дослідженні виявляють позитивні симптоми Хоманса (біль у триголовому м'язі при тильному згинанні стопи), Мозеса (болючість при здавленні гомілки в передньо-задньому напрямку), Ловенберга (біль у м'язах гомілки при тиску до 150 мм рт. ст., створюваному манжеткою сфігмоманометра). Інформативність цих симптомів не слід перебільшувати. Діагноз істотно спрощується, коли тромбуються всі глибокі вени гомілки (передні і задні великогомілкові, малогомілкові), що буває рідко. При цьому, як і при тромбозі підколінної вени, істотно порушується венозний відтік з гомілки. Вона стає набряклою, напруженою, периметр її в середній третині збільшується на 4 см і більше. З'являється виражений больовий синдром, виникають почуття розпирання, тяжкості, напруження в кінцівці, ціаноз шкіри, помітно збільшується у вертикальному положенні пацієнта і після ходьби. На гомілці утворюється мережа розширених підшкірних вен. При переході тромбозу на підколінну вену болючість починає визначатися в підколінній ямці, та іноді через посилення болю повне розгинання кінцівки в колінному суглобі стає неможливим.

### Тромбоз стегнових вен
Симптоматика тромбозу стегнової вени в багато чому залежить від поширеності і ступеня звуження просвіту судини тромбом. Найбільші клінічні прояви спостерігаються при повній оклюзії всієї вени. При частковій оклюзії, або неоклюзивному тромбозі порушення гемодинаміки і, відповідно, клінічна симптоматика (набряк, біль, ціаноз шкіри) виражені менше, що пов'язано з добре розвиненим колатеральним кровообігом і можливістю відтоку крові з глибокої вени стегна.
Тромбоз загальної стегнової вени виявляється яскравішою клінічною симптоматикою. Розвивається оклюзія гирла глибокої вени стегна «виключає» більшість основних венозних колатералей нижньої кінцівки. Повна оклюзія загальної стегнової вени характеризується раптовим набряком більшої частини кінцівки. Саме момент появи вираженого набряку нерідко розцінюється хворим і лікарем як початок захворювання, навіть якщо тромботичний процес поширився з вен гомілки. При огляді виявляють збільшення обсягу гомілки і стегна, ціаноз шкіри, інтенсивність якого зростає в напрямку до периферії. Відзначається розширення підшкірних вен в дистальній частині стегна і на гомілці. Якщо тромбоз стегнової вени обтурує гирло великої підшкірної вени стегна, то гіпертензія, що розвивається в поверхневій венозній системі, призводить до включення анастомозів, перехресних з контралатеральною кінцівкою. При цьому спостерігається посилення картини підшкірних вен пахової і надлобкової областей. При пальпації визначається болючість по проєкції магістральних судин на всьому протязі стегна. Виявляється помітне збільшення пахових лімфатичних вузлів. Гіпертермія може досягати 38 ° С. Період вираженого венозного застою триває 3-4 дні, після чого настає повільне зменшення набряку.